# 다카기촌 (시마네현 미노군)
다카기촌(高城村)은 시마네현 미노군에 있던 촌이다. 현재의 마스다시에 해당한다.